# Glod (Dâmbovița megye)
Glod falu Moroeni községben, Dâmbovița megyében, Romániában. Nevének jelentése sár. Lakossága nagy részét szegénységben tengődő cigányok teszik ki. A 2000-es évek közepén került be a köztudatba, mivel itt forgatták a Borat: Kazah nép nagy fehér gyermeke menni művelődni Amerika film egyes jeleneteit.

## Fekvése
Dâmbovița megye északi csücskében fekszik, a Bucsecs-hegység déli előhegyeinek lábánál, a DN71-es főút mentén, a megyeszékhely Târgoviștetől 40 kilométerre északra. A legközelebbi város Sinaia, 15 kilométerre északkeletre.

## Leírása
Viszonylag új település. Az 1889-ben létesített Bukarest–Târgoviște–Sinaia országút mentén alakult ki.
A 21. század elején a mintegy 1800 lakosú faluból csak 10 embernek volt állandó munkahelye. A többiek napszámosmunkából, ócskavasgyűjtésből, kézműves foglalkozásokból (kanálvájás, kosárfonás, kőcsiszolás), vagy segélyből éltek. A múltban a lakosok hagyományosan favályúk készítésével foglalkoztak, azonban ez a mesterség mára jóformán kihalt. Az írástudatlanság aránya 50%.
2005-ben itt forgatták a Borat vígjáték egyes jeleneteit, melyben Glod egy kazah településként, a címszereplő szülőfalujaként jelent meg. A stáb állítólag azt mondta a falusiaknak, hogy a nehéz romániai életkörülményekről készítenek dokumentumfilmet; a valóságban azonban vígjátékot forgattak, melyben a falu primitív, beltenyészes erőszaktevők által lakott bűnfészekként jelenik meg. Mikor a helyiek ezt megtudták, beperelték a filmgyártó céget, a bíróság azonban lesöpörte a vádakat, további gúnyolódásra adva lehetőséget a nyugati világ számára.